# Ciemierów Kolonia (gromada)
Ciemierów Kolonia – dawna gromada, czyli najmniejsza jednostka podziału terytorialnego Polskiej Rzeczypospolitej Ludowej w latach 1954–1972.
Gromady, z gromadzkimi radami narodowymi (GRN) jako organami władzy najniższego stopnia na wsi, funkcjonowały od reformy reorganizującej administrację wiejską przeprowadzonej jesienią 1954 do momentu ich zniesienia z dniem 1 stycznia 1973, tym samym wypierając organizację gminną w latach 1954–1972.
Gromadę Ciemierów Kolonia z siedzibą GRN w Ciemierowie Kolonii (obecna pisownia Ciemierów-Kolonia) utworzono – jako jedną z 8759 gromad na obszarze Polski – w powiecie wrzesińskim w woj. poznańskim, na mocy uchwały nr 42/54 WRN w Poznaniu z dnia 5 października 1954. W skład jednostki weszły obszary dotychczasowych gromad Ciemierów Kolonia, Dolne Grądy, Górne Grądy, Lisewo i Ruda Komorska oraz miejscowość Ciemierów z dotychczasowej gromady Ciemierów ze zniesionej gminy Dłusk, a także miejscowości Łąki Pyzdrskie, Baraniec, Benewicze, Kamień, Lisiaki i Zimochowiec z miasta Pyzdr – w powiecie wrzesińskim w woj. poznańskim, wreszcie miejscowość Górki Tomickie z dotychczasowej gromady Tomice-Las oraz 70 ha łąk z dotychczasowej gromady Tomice ze zniesionej gminy Szymanowice w powiecie jarocińskim w tymże województwie. Dla gromady ustalono 23 członków gromadzkiej rady narodowej.
31 grudnia 1971 gromadę zniesiono, a jej obszar włączono do gromady Pyzdry w tymże powiecie.